# Église de la Sainte-Trinité (Pyongyang)
Pour les articles homonymes, voir Église de la Sainte-Trinité.
L'église de la Sainte-Trinité est une église orthodoxe de Pyongyang, la capitale de la Corée du Nord.

## Histoire
Kim Jong-Il décide la construction de l'église en 2002 après avoir visité l'église Saint Innocent de Khabarovsk lors d'un voyage en Russie. Celle-ci est la source d'inspiration architecturale. 
Elle est consacrée en août 2006 avec le déplacement à Pyongyang de Cyrille de Moscou, alors métropolite de Smolensk et de Kaliningrad et responsable des relations extérieures de l'Église orthodoxe russe,.
Le clergé est composé de quatre anciens membres des services de renseignement envoyés étudier à l'Académie théologique de Moscou.